# Künzell
Künzell är en kommun i Landkreis Fulda i Regierungsbezirk Kassel i förbundslandet Hessen i Tyskland. De tidigare kommunerna Dassen, Dietershausen, Keulos och Wissels uppgick i Künzell 31 december 1971 följt av Dirlos, Engelhelms och Pilgerzell 1 april 1972.